# 总主教宫 (里昂)
里昂总主教宫（Palais archiépiscopal de Lyon），又名圣若望宫（Palais Saint-Jean）是法国里昂的一座历史建筑，位于里昂第五区Adolphe Max大街5号。1974年里昂档案馆入驻。
该建筑于1952年列为法国历史古迹。